# Bohetherick
Bohetherick – wieś w Anglii, w Kornwalii. Leży 101 km na północny wschód od miasta Penzance i 310 km na zachód od Londynu.